# Aourir
Aourir är en ort i Marocko, som i folkräkningen räknas som stad i landskommunen med samma namn. Den ligger i prefekturen Agadir-Ida-Ou-Tanane och regionen Souss-Massa, 500 km sydväst om huvudstaden Rabat. Antalet invånare var 35 365 vid folkräkningen 2014.